# Hoekdek

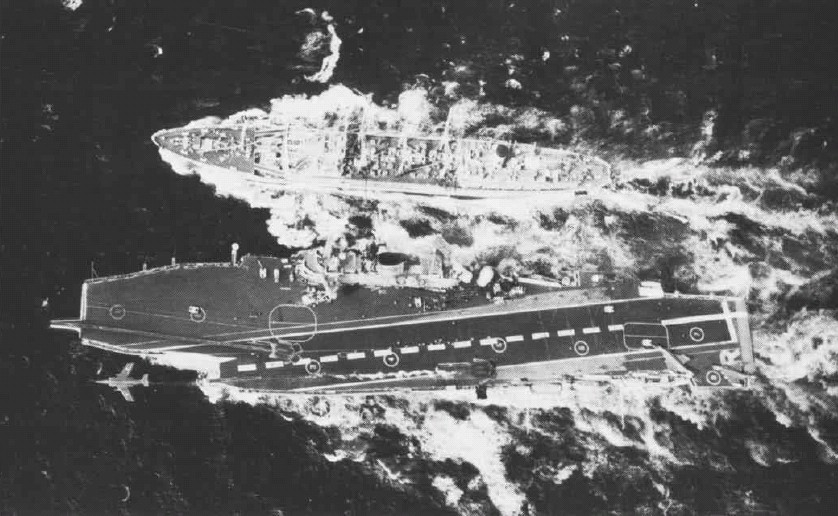
Bovenzicht van HMS Ark Royal waarin het hoekdek duidelijk te zien is

Het hoekdek is bij vliegdekschepen de verbreding over bakboordzijde, die het vliegtuigen mogelijk maakt te landen op het dek, terwijl aan de voorzijde vliegtuigen geparkeerd zijn.

## Geschiedenis
Tot kort na de Tweede Wereldoorlog was het uitsluitend mogelijk vliegtuigen te laten landen óf starten van vliegdekschepen, beide tegelijk was niet mogelijk. Het gevaar bestond namelijk dat een vliegtuig dat bij het landen de vangkabels miste terecht zou komen in de vliegtuigen die op het voordek geparkeerd stonden.
Om een veilige doorstart te maken moet het dek vrij blijven. Men heeft dit wel proberen te ondervangen met vangnetten, die het vliegtuig bij een mislukte landing opvangen, maar dat ging altijd gepaard met grote schade aan het vliegtuig.
Met een verbreed (hoek-)dek, kon een landingsbaan schuin over het dek worden geschilderd, waardoor een veilige doorstart altijd mogelijk is.
De Royal Navy ging hiermee kort na de oorlog experimenteren en bracht al snel kleine hoekdekken aan op een aantal verbouwde vliegdekschepen. De US Navy nam het idee snel over en verbreedde het vliegdek ook over stuurboordzijde. Dekken van Amerikaanse vliegdekschepen zijn daardoor tweemaal zo breed als de scheepsromp.

## Het huidige hoekdek

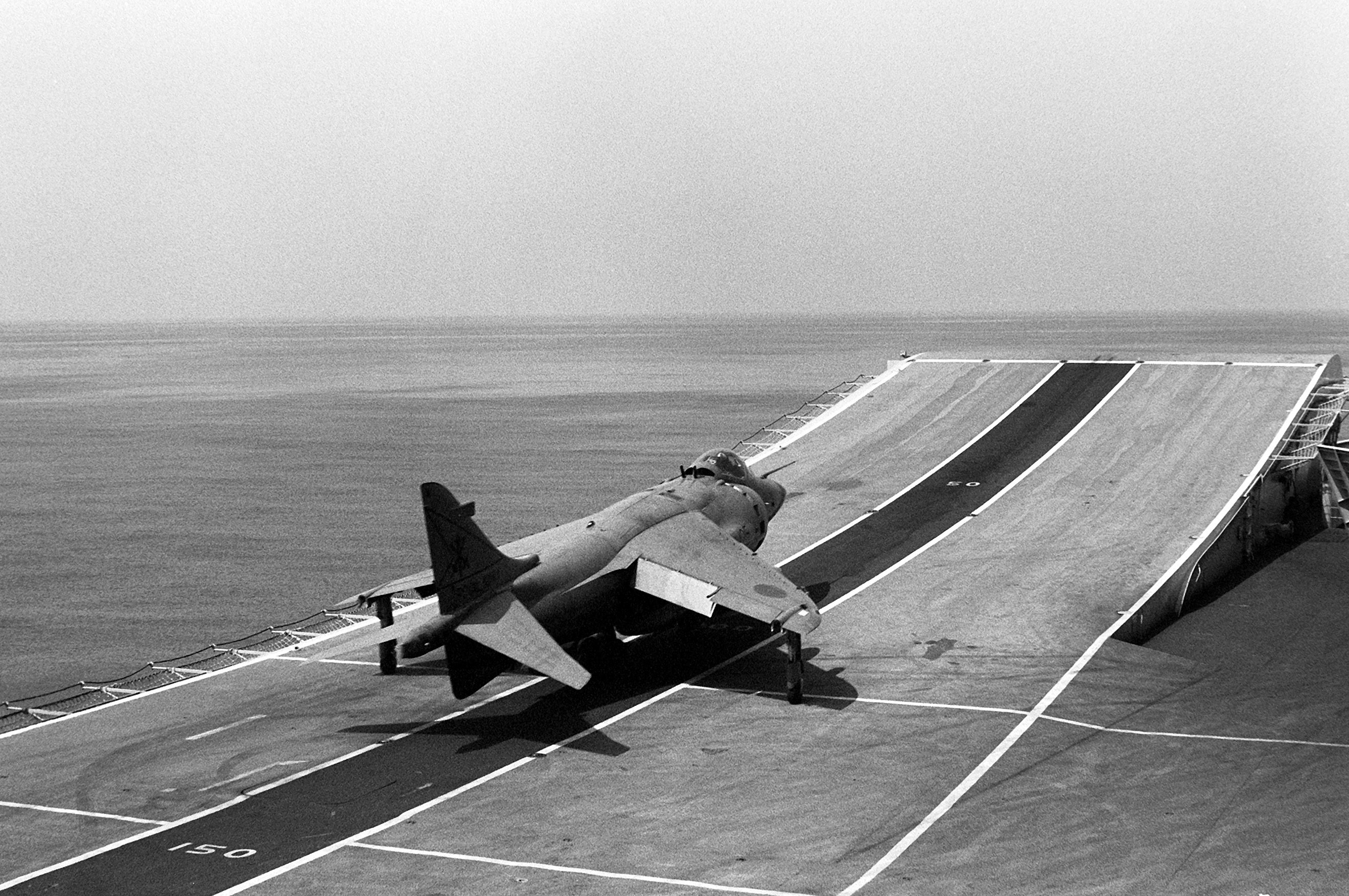
een Sea Harrier voor de ski-jump op de HMS Invincible, een vliegdekschip van de Royal Navy

De huidige Engelse vliegdekschepen hebben nog steeds een hoekdek, maar dat wordt niet gebruikt voor landingen, maar voor starts. Aan het eind zijn ze voorzien van een soort ski-helling, een ski-jump, die vliegtuigen na een korte aanloop snel de lucht in brengt. De vliegtuigen landen daarna verticaal.